# قانون (عائلة آلات وترية)
آلات القانون (بالإنجليزية: Zithers)‏ هي صنف من الآلات الوترية. تاريخيًا، يمكن أن تكون أي آلة من عائلة البسالتري [الإنجليزية]. في الاصطلاح الحديث، هي بشكل أكثر تحديدًا آلة تتكون من عدة أوتار ممتدة عبر بدن رفيع مسطح، وهو موضوع هذا المقال.
تُعزف على آلة القانون عادةً عن طريق التمرير على الأوتار أو إنباضها بالأصابع أو الريشة. في نظام تصنيف هورنبوستيل-ساكس، يشير المصطلح إلى عائلة أكبر من الآلات ذات الشكل المماثل والتي يتضمن أيضًا عائلة السنطور [الإنجليزية] والبيانو وعدد قليل من الآلات القوسية النادرة مثل بسالتري القوس [الإنجليزية]، ودَلْسِيمَر القوس [الإنجليزية]، والشترايشميلوديون [الإنجليزية]. مثل القيثارة الصوتية أو العود، يعمل بدن آلة القانون كغرفة رنين (صندوق الصوت)، ولكن على عكس القيثارات والعود، تفتقر آلة القانون إلى مجموعة رقبة [الإنجليزية] منفصلة بوضوح. ويختلف عدد الأوتار، من واحد إلى أكثر من خمسين.